# Kartagener Syndrom & Primäre Ciliäre Dyskinesie
Der Kartagener Syndrom & Primäre Ciliäre Dyskinesie e. V. (KS & PCD e. V.) ist ein deutschlandweit tätiger Verein. Weitere Mitglieder kommen aus Österreich und dem deutschsprachigen Teil der Schweiz sowie aus Griechenland. Der Verein hat sich zum Ziel gesetzt, die Lebensqualität der Patienten mit Primärer Ciliärer Dyskinesie oder Kartagener-Syndrom sowie die Lebensqualität deren Angehörigen zu verbessern. Dies geschieht durch das Sammeln von Informationen, der Vernetzung von Betroffenen, Selbsthilfegruppen, Ärzten, Physiotherapeuten und Kliniken sowie der Förderung des Erfahrungsaustausches untereinander.
Die Häufigkeit, mit einer Primären Ciliären Dyskinesie geboren zu werden liegt bei 1:16.000 bis 20.000. Darüber hinaus liegt bei 50 % der Betroffenen ein Situs inversus vor, eine spiegelbildliche (seitenverkehrte) Anlage der inneren Organe. Der Verein finanziert seine Leistungen ausschließlich durch Zuschüsse und Spenden.

## Geschichte
Der Verein wurde 1997 von Betroffenen und Angehörigen gegründet.
Seit 2016 ist Jens Brillault der Vorsitzende.

## Vorsitzende
- Jens Brillault
- Reiner Pier (bis 2016)
- Bernhard Rindlisbacher (bis 2013)
- Ralf-Willi Frank (bis 2011)
- Rüdiger Fürle (bis 2007)
- Anne Ulmer (bis 2005)
- Susanne Shahin (bis 2001)

## Zweck
Zweck des Vereins ist es, die Lebensqualität der Patienten mit Primärer Ciliärer Dyskinesie und Kartagener Syndrom sowie deren Angehörigen zu verbessern, insbesondere durch
- Sammeln von Informationen über Symptome der Krankheit, Früherkennung und moderne therapeutische Möglichkeiten,
- Erstellen und Verbreiten von Informationsmaterial für Betroffene, deren Familien, für medizinisches Fachpersonal und die Öffentlichkeit,
- Zusammenarbeiten mit Betroffenen, Selbsthilfegruppen, Ärzten und Kliniken (u. a. Unterstützung bei der Erstellung wissenschaftlicher Publikationen zu Diagnostik[2] und Therapie),
- Fördern von Erfahrungsaustausch der Mitglieder – gemeinsam oder in nach Betroffenheit getrennten Teilgruppen (Erwachsene mit Partner, Eltern, betroffene Kinder mit Geschwistern und Freunden),
- Durchführen von Veranstaltungen für Betroffene und medizinisches Fachpersonal,
- Aufbauen, Fördern und Begleiten von regionalen Selbsthilfegruppen innerhalb des Vereins.

Da die Krankheit auch bei vielen Ärzten noch relativ unbekannt ist und die Symptomatik Ähnlichkeiten mit anderen Atemwegserkrankungen (chronische Bronchitis, Asthma und Mukoviszidose) aufweist, soll die Arbeit des Vereines dazu beitragen, den Blick der Ärzte auf diese Erkrankung zu lenken, damit die Diagnose so früh wie möglich gestellt und mit der daran anschließenden gezielten medikamentösen und physikalischen Therapie begonnen werden kann.

## Strukturen
- Vorstand[3]
- Medizinisch-wissenschaftlicher Beirat[4]
- Förderat[5]
- Regionalgruppen[6]
- Arbeitsgruppen (AGs)[7]

## Unterstützung für Betroffene und deren Angehörige
- Mitgliederzeitschrift (Zilienfokus)
- Mitgliederforum
- Ansprechpartner
- Informationsbereitstellung auf der Homepage
- Unterstützung von Bestcilia[8]
- Jahrestagung[9]

## Auszeichnungen
Der Verein vergibt folgende nach Manes Kartagener benannte Auszeichnung, den Manes-Kartagener Preis für herausragende Forschungsarbeiten auf dem Gebiet der Primären Ciliären Dyskinesie und des Kartagener Syndroms.